# Codex Sicardi
Il Codex Sicardi, detto anche Privilegia episcopii Cremonensis, contiene i privilegi della chiesa di Cremona. La sua redazione è attribuita al vescovo Sicardo da Cremona.
L’opera appartiene alla collezione Robolotti ed è conservata presso la Biblioteca statale di Cremona.

## Caratteri estrinseci
Il Codex Sicardi è un manoscritto pergamenaceo che misura mm 390x260 con una legatura settecentesca in pelle. L’opera si compone di 113 carte scritte, sia sul recto che sul verso, con tre carte mutile.  Nel Settecento sono stati aggiunti 12 fogli cartacei, sui quali è stato riportato l’indice dei documenti. Il codice è stato organizzato in 14 fascicoli, di cui la maggior parte quaterni con rigatura a secco. In alcuni documenti i caratteri estrinseci degli originali sono riportati con molta precisione. Ciò si evince nelle copie dei diplomi imperiali, dove sono riportati, con accuratezza, la prima riga in lettere elongate, la sottoscrizione, la recognitio e il monogramma del sovrano.

## Contenuto
Il codice si compone di 160 documenti datati tra gli anni 715 e 1331 tra cui copie semplici, copie autentiche e alcuni originali. Probabilmente la redazione del nucleo principale del Codice è avvenuta tra il 1209 e il 1210. A questi anni viene fatta risalire la scrittura di 140 documenti datati tra il 715 e il 1187.
Per gran parte delle copie contenute all’interno del codice non è stato possibile reperire gli antigrafi, ciò lo rende una risorsa storica preziosa.
È possibile suddividere i documenti scritti intorno al 1209-1210 in cinque gruppi: 
1) Nei primi tre fascicoli si trovano copie di diplomi regi ed imperiali datati tra il 715 e il 1164. Tali documenti sono stati redatti principalmente dal notaio Gyrardus notarius.
2) Nel quarto fascicolo sono raccolte copie di notitiae iudicati, datati tra 841 e 1001, di mano del notaio Gyrardus Patitus.
3) Il quinto fascicolo è intitolato “Privilegia apostolicorum in Ecclesiam Cremonensem” e contiene principalmente documenti pontifici datati tra il 1066 e il 1187. Le copie sono per lo più di mano di Gyrardus notarius.
4) Nel sesto fascicolo, intitolato “Carte ecclesiarum”, sono presenti documenti relativi alle chiese di S. Agata, dei SS. Cosma e Damiano e di S. Vitale di Cremona datati tra il 1077-1210. In questo fascicolo si trovano documenti di mano del notaio Gyrardus Patitus, oltre che due originali e due copie autentiche redatte dal notaio Emanuel de Falconerio.
5) I fascicoli dal settimo al quattordicesimo comprendono documenti di carattere principalmente privato, relativi agli anni tra 948 e 1173. Questi documenti fanno parte della sezione intitolata “Carte de aquisitionibus locorum” e furono redatti dal notaio Gyrardus Patitus.
Nel primo fascicolo, inoltre, vi è un “Catalogus regum et imperatorum a Karolo”, dove sono elencati i sovrani da Carlo Magno a Ottone IV. Tale catalogo conferma che il Codex Sicardi è stato scritto intorno al 1209 e il 1210, in quanto all’interno di esso si può leggere il nome di Ottone IV, che era stato incoronato nel 1209 ma scomunicato già nell’anno successivo da Innocenzo III. Ciò suggerisce che la redazione sia anteriore al 1210, altrimenti con molta probabilità nel catalogo sarebbe stato menzionato il successore di Ottone IV, ossia Federico II.
La maggioranza dei documenti trascritti nel Codex Sicardi, nel periodo tra il 1209 e il 1210, sono documenti anteriori all’episcopato di Sicardo e riguardano prerogative politico-giurisdizionali. La scelta di trascrivere all’interno del codice documenti precedenti all’episcopato di Sicardo da Cremona, fa pensare alla volontà di mettere in rilievo "le tappe del processo che nei secoli passati, anche in tempi ben lontani dal XIII secolo, aveva portato alla costruzione del territorio della diocesi e, quindi, della città". Le carte private che sono state inserite nel codice sono, infatti, relative in gran parte alle località ubicate in zone di confine della diocesi. Quindi, la scelta dei documenti e la stessa decisione di riordinare il patrimonio documentario vescovile sono legati alla volontà di rendere chiara "l’origine e l’estensione dei diritti e delle prerogative della Chiesa vescovile cremonese".
Infine, il Codex Sicardi è uno dei pochi casi di libri iurium prodotti da chiese episcopali. A partire dalla fine del XII secolo, sono principalmente i comuni a procedere alla redazione di libri iurium. A Cremona la redazione del Codex Sicardi avviene simultaneamente con l’attività di organizzazione documentaria del comune. Come a Genova, anche a Cremona non c’è frizione tra le due istituzioni, si tratta piuttosto di ‘’un armonioso procedere differenziato in base alle competenze specifiche’’.